# Gustav Harkort

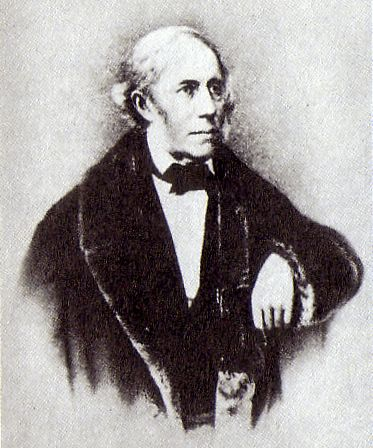
Gustav Harkort, um 1850

Gustav Harkort (* 3. März 1795 in Westerbauer; † 29. August 1865 in Leipzig) war ein deutscher Unternehmer, Bankier und Eisenbahnpionier in Leipzig.
Er trug den Ehrentitel Kommerzienrat.

## Leben und Wirken

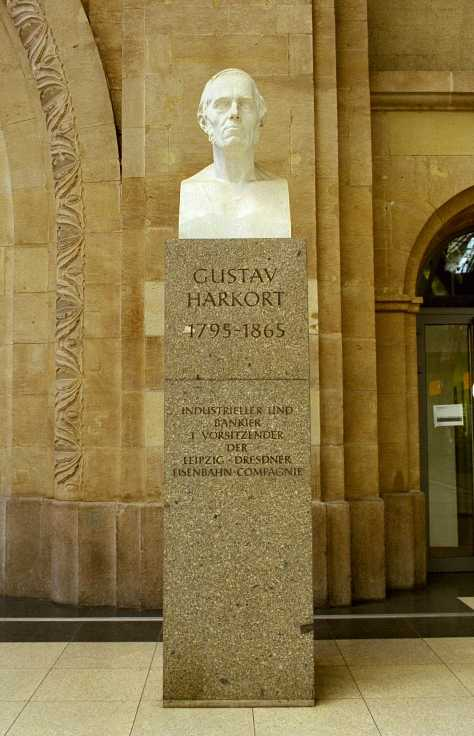
Harkort-Denkmal im Leipziger Hauptbahnhof

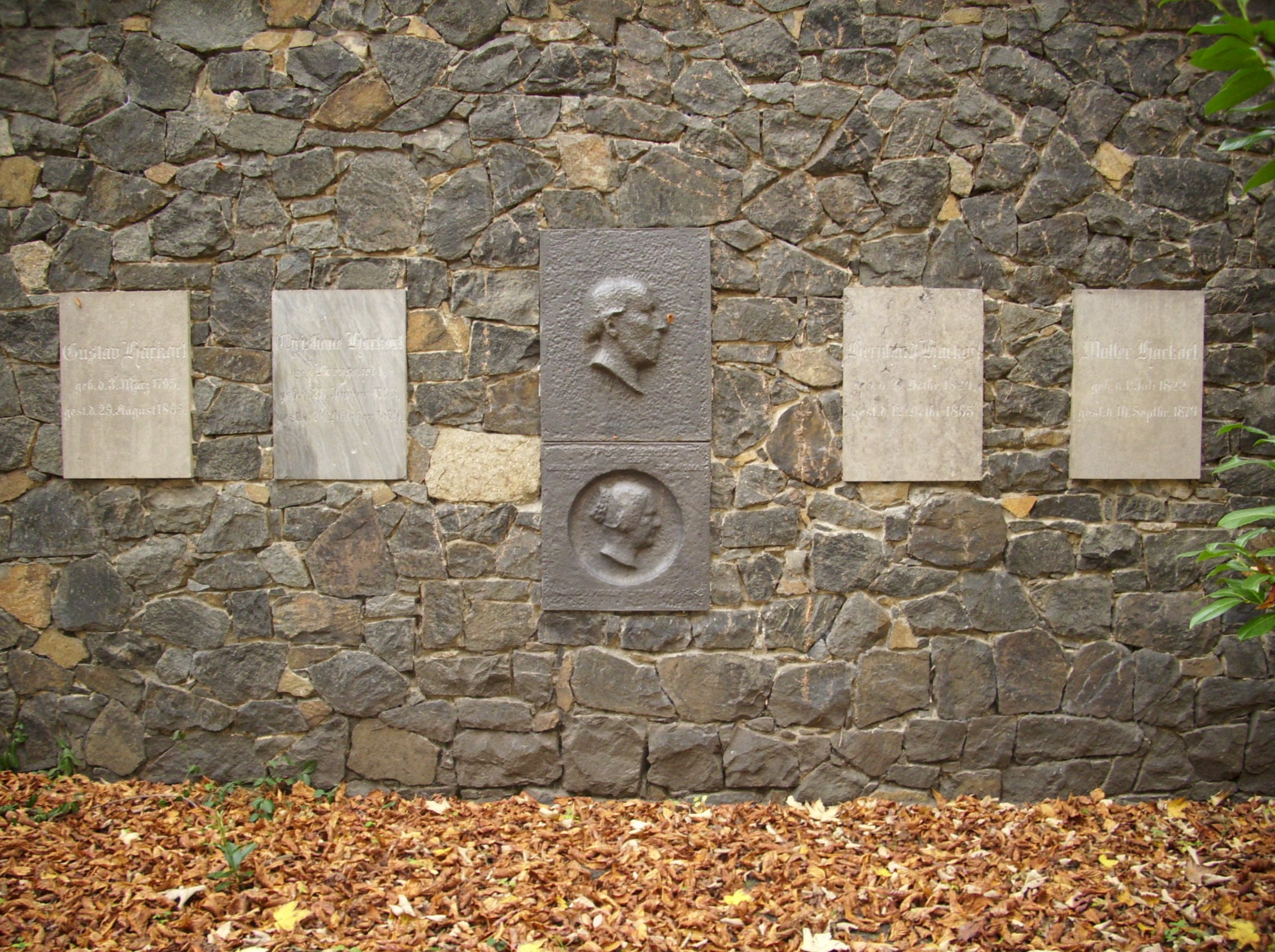
Grabstätte Gustav Harkort und Angehörige, Alter Johannisfriedhof Leipzig

Gustav Harkort wurde als sechstes von acht Kindern des märkischen Eisenwarenfabrikanten und Kaufmanns Johann Caspar Harkort IV. (1753–1818) auf Haus Harkorten bei Hagen geboren. Er war unter anderem Bruder des Industriellen und Politikers Friedrich Harkort, des Unternehmers Johann Caspar Harkort V. und des Bergbauingenieurs und Offiziers Eduard Harkort. Somit gehörte Gustav Harkort zur Unternehmerfamilie gleichen Namens. Er besuchte die Gewerbeschule in Hagen und machte nach deren Abschluss eine kaufmännische Lehre im väterlichen Betrieb. 1813/15 nahm er als Leutnant des Märkischen Landwehr-Regiments an den Befreiungskriegen teil.
Nach dem Tod des Vaters ging Harkort im Jahre 1820 nach Leipzig. Gemeinsam mit seinem älteren Bruder Carl Friedrich Harkort (1788–1856) gründete er ein Unternehmen, das Spedition und Kommission betrieb und mit englischen Garnen handelte.
Ende 1829 leitete er erste Vorbereitungen für den Bau der Bahnstrecke Magdeburg–Leipzig.
Am 3. April 1834 gehörte Harkort zu den Gründern des Eisenbahn-Komitees, das die Konzeption für ein deutsches Eisenbahn-Netz von Friedrich List (1789–1846) aufnahm und mit dem Bau einer ersten Strecke zwischen Leipzig und Dresden (Leipzig-Dresdner Eisenbahn) begann. Dem Direktorium der Leipzig-Dresdner Eisenbahn-Compagnie stand er seit ihrer Gründung im Jahr 1835 bis zu seinem Tode als Vorsitzender vor.
Im Dezember 1836 war Harkort einer der Gründer der Kammgarnspinnerei zu Leipzig AG, der ersten Leipziger Aktiengesellschaft. 1838 gehörte Harkort zu den Gründern der Leipziger Bank und 1837 zu den Initiatoren des Leipziger Kunstvereins.
Der II. Kammer des Sächsischen Landtags gehörte er 1842 bis 1847 als stellvertretender Abgeordneter des Handels und Fabrikwesens an. Anschließend war er 1848 Abgeordneter vom 2. Wahlbezirk des Handels und Fabrikwesens, und auf dem Landtag 1849/50 hatte er das Mandat des 27. Wahlbezirks inne.
Im Jahr 1856 wurde Harkort Mitbegründer der Allgemeinen Deutschen Credit-Anstalt, deren Direktor er auch war.
Harkort machte sich unter anderem auch um die Entwicklung der Gemeinde Neuschönefeld verdient. Er hinterließ dem Gemeinderat von Neuschönefeld 500 Taler, deren Zinsen jedes Jahr zum Weihnachtstag an die Armen in Neuschönefeld zu verteilen waren. Im Jahr 1902 betrug das Stiftungskapital 1.750,50 Mark.
Am 29. August 1865 starb Harkort im Alter von 70 Jahren in Leipzig.

## Ehrungen
Anlässlich des 25. Jahrestages der Gesamt-Fertigstellung der Leipzig-Dresdner Eisenbahn wurde er 1864 zum Ehrenbürger der Stadt Leipzig ernannt. 1876 wurde die Harkortstraße in Leipzig nach ihm benannt. Ebenso trägt die Harkortbrücke seinen Namen, ein Fußsteig vom Simsonplatz über den Pleißemühlgraben zur Harkortstraße.
Am 9. Juli 1878 wurde ihm zu Ehren ein von dem Architekten Carl Gustav Aeckerlein (1832–1886) entworfenes Denkmal mit einer von dem Bildhauer Eduard Lürssen (1840–1891) geschaffenen Büste in Leipzig auf der Promenade eingeweiht. Die Harkort’sche Büste wurde 1927 in das von Adolf Lehnert (1862–1948) in den Anlagen am Schwanenteich geschaffene List-Harkort-Denkmal einbezogen und stand dort bis 1960. Heute befindet sich die Büste am Westende des Querbahnsteigs im Hauptbahnhof.
Harkorts Name ist auch auf dem Leipziger Eisenbahndenkmal verewigt. In Neuschönefeld trug die heutige Jonasstraße bis zum Jahr 1902 den Namen Gustav-Harkort-Straße.